# Victor Chéronnet
Victor Chéronnet (* Juni 1827 in Paris; † 23. Juni 1883 in Lausanne) war ein französischer Eisenbahningenieur.

## Leben
Nach seinem Studium an der École des mines in Paris war Chéronnet als Ingenieur tätig. Ab 1852 arbeitete er für verschiedene Eisenbahngesellschaften in Frankreich, Spanien, den Niederlanden und Italien. Von 1875 bis zu seinem Tod leitete er in Lausanne die Chemins de fer de la Suisse Occidentale, die er 1881 mit der Compagnie du Simplon vereinigte.